# Rahovec
Rahovec (in albanese Rahovec; in serbo Ораховац?, Orahovac) è una città del Kosovo, nel Distretto di Gjakove. Secondo il censimento del 2011, la città di Rahovec conta 15.892 abitanti, mentre il comune ha 56.208 abitanti.

## Geografia antropica

### Suddivisioni amministrative
La municipalità si divide nei seguenti villaggi:
Bela Crkva, Bratotin, Brestovac, Brnjača, Bublje, Velika Kruša, Velika Hoča, Vranjak, Gedža, Goračevo, Gorić, Gornje Potočane, Danjane, Dobri Dol, Domanek, Donje Potočane, Dragobilje, Drenovac, Zatrić, Zočište, Zrze, Jančište, Jović, Koznik, Kramovik, Labučevo, Ljubižda, Mađare, Mala Hoča, Mališevo, Milanović, Miruša, Moralija, Mrasor, Našpale, Nogavac, Opteruša, Orahovac, Ostrozub, Pagaruša, Petković, Poluža, Ponorac, Pusto Selo, Radoste, Ratkovac, Donje Retime, Gornje Retime Sanovac, Saroš, Sopnić, Turjak, Celina, Crnovrana, Čiflak e Čupevo.

## Società

### Evoluzione demografica
| Composizione etnica |          |   |       |   |        |   |          |   |      |   |         |   |          |   |        |   |        |
| Anno/Etnia          | Albanesi | % | Serbi | % | Turchi | % | Bosniaci | % | Roma | % | Ashkali | % | Egiziani | % | Gorani | % | Totale |
| 2013                | 55 166   |   | 144   |   | 3      |   | 12       |   | 90   |   | 404     |   | 299      |   | 1      |   | 56 208 |